# جائزة بريطانيا الكبرى 2017
جائزة بريطانيا الكبرى 2017 هو سباق فورمولا 1 أقيم بتاريخ 16 يوليو 2017 في حلبة سلفرستون، سيلفرستون، المملكة المتحدة. كان العاشر من أصل 20 في بطولة العالم لسباقات الفورمولا واحد موسم 2017. حلّ البريطاني لويس هاملتون أولا بينما جاء الفنلندي فالتيري بوتاس في المركز الثاني وحصل على المركز الثالث الفنلندي كيمي رايكونن. بلغ الحضور 344,500.

## الترتيب النهائي
|         | الترتيب | السائق        | النقاط |
| ------- | ------- | ------------- | ------ |
|         | 1       | سباستيان فيتل | 177    |
|         | 2       | لويس هاملتون  | 176    |
|         | 3       | فالتيري بوتاس | 154    |
|         | 4       | دانيل ريكاردو | 117    |
|         | 5       | كيمي رايكونن  | 98     |
| المصدر: |         |               |        |